# Show Me the Meaning of Being Lonely
«Show Me the Meaning of Being Lonely» —en español: «Muestrame el significado de estar solo» o «Muéstrame el significado de la soledad»— es una balada grabada e interpretada por la boy band estadounidense Backstreet Boys, incluida en su tercer álbum de estudio Millennium (1999). Es un hit importante sólo superada por el primer sencillo «I Want It That Way» del mismo disco, convirtiéndose en una de las canciones más exitosas de la banda juvenil. Fue lanzado al mercado por la compañía discográfica Jive Records el 11 de octubre de 1999 y el video fue lanzado a principios de 2000 y alcanzó el #3 en el UK Singles Chart, y #6 en el Billboard Hot 100. También alcanzó el #2 en Suiza, Holanda, Suecia y Nueva Zelanda, #3 en Finlandia y Noruega. Recibió críticas generalmente favorables de los expertos musicales, quienes elogiaron la exuberante orquestación, melodía y la interpretación vocal del grupo.

## Antecedentes y lanzamiento
"Show Me the Meaning of Being Lonely"  fue escrita por Max Martin y Herbie Crichlow, mientras que Martin también la produjo. En la edición del 27 de noviembre de 1999 de la revista Billboard, se informó que Jive Records eligió "Show Me the Meaning of Being Lonely" como el tercer sencillo de Millennium. La canción fue enviada a la radio estadounidense el 14 de diciembre de 1999,  y fue lanzada en el Reino Unido como sencillo en CD y casete el 21 de febrero de 2000.

## Composición
"Show Me the Meaning of Being Lonely"  es una balada de pop y R&B, con influencias del pop latino. Líricamente, la canción trata sobre la angustia y cómo el protagonista está lidiando con la soledad. "Muéstrame el significado de estar solo/¿Es este el sentimiento con el que necesito caminar?/Dime por qué no puedo estar donde tú estás/Hay algo que falta en mi corazón", es una traducción del inglés de lo que se canta en el coro. Está ambientado en la tonalidad de Fa sostenido menor y Sol sostenido menor.

## Video musical
Fue dirigido por Stuart Gosling y grabado el 11 y 12 de diciembre de 1999 en Los Ángeles, California; el video comienza en un hospital cuando Brian Littrell camina por uno de los pasillos y los médicos corren para tratar de salvar a un paciente que también es Brian Littrell, A.J. McLean va en un autobús llorando al mirar la foto de su exnovia que murió años atrás, ella se aparece en el pasillo y luego se desvanece; Kevin Richardson se encuentra en un departamento mirando una vieja película en la que aparece su difunto padre junto a él cuando era pequeño, Nick Carter va caminando por una calle bajo la lluvia y salva a una chica de ser atropellada por el bus de AJ, Howie Dorough aparece en un bar de estilo antiguo bebiendo una taza de té, y mira como una chica de rojo corre hacia él (Su hermana muerta un año atrás) pero desaparece antes que llegue. Kevin llega a buscar a Howie y se van del bar, el bus donde AJ viaja se detiene en las cercanías del bar y se ve escrito en su parte superior “Denniz St.”; el conductor del bus es un actor que se parece mucho a “Denniz Pop” (Denniz murió en 1998) y AJ se baja del vehículo. Los chicos se reúnen en la calle y comienzan a caminar juntos hacia unas montañas donde se ve un amanecer. Poco tiempo después le añaden una dedicación antes de comenzar el video: “Este video está dedicado a Denniz Pop y a todos aquellos que han perdido a un ser querido”.

## Discos sencillos
Caja de Cartón
1. «Show Me The Meaning Of Being Lonely»
2. «I'll Be There For You

»
Europa
1. «Show Me The Meaning Of Being Lonely»
2. «I'll Be There For You»
3. «You Wrote The Book On Love»

Remixes Vinilo Doble
1. «Show Me The Meaning Of Being Lonely» [Soul Solution House Of Lonliness Vocal]
2. «Show Me The Meaning Of Being Lonely» [Jason Nevins Crossover Instrumental]
3. «Show Me The Meaning Of Being Lonely» [Soul Solution Mixshow Version]
4. «Show Me The Meaning Of Being Lonely»
5. «Show Me The Meaning Of Being Lonely» [Jason Nevins Crossover Remix]
6. «Show Me The Meaning Of Being Lonely» [Remix A Cappella]
7. «Show Me The Meaning Of Being Lonely» [Soul Solution Dub Of Lonliness]
8. «Show Me The Meaning Of Being Lonely» [Bonus Beats]